# Oxya humeralis
Oxya humeralis är en insektsart som först beskrevs av Walker, F. 1870.  Oxya humeralis ingår i släktet Oxya och familjen gräshoppor. Inga underarter finns listade i Catalogue of Life.